# Winden (Nassau)
Winden település Németországban, Rajna-vidék-Pfalz tartományban. Lakosainak száma 731 fő (2023. december 31.).

## Népesség
A település népességének változása:
| Lakosok száma | 639  | 711  | 704  | 725  | 729  | 731  |
|               | 1975 | 2017 | 2019 | 2021 | 2022 | 2023 |